# ألبرت زورنر
كان ألبرت زورنر (30 يناير 1890 - 18 يوليو 1920) غواصًا ألمانيًا تنافس في الألعاب الأولمبية الصيفية لعام 1906، وفي الألعاب الأولمبية الصيفية لعام 1908، وفي الألعاب الأولمبية الصيفية لعام 1912. 

## الحياة المهنية
في دورة الألعاب الأولمبية الشتوية لعام 1906 في أثينا، كان زورنر أصغر عضو في الفريق الألماني بعمر 16 عامًا و87 يومًا فقط،  تنافس في حدث الغوص على المنصة واحتل المركز الرابع بشكل عام بعد تسع غطسات من ثلاثة ارتفاعات مختلفة. 
بعد عامين، كان زورنر يتنافس في حدث القفز من منصة متحركة على ارتفاع 3 أمتار في دورة الألعاب الأولمبية الصيفية عام 1908 في لندن، وبعد فوزه في التصفيات واحتلاله المركز الثاني في نصف النهائي، كان في النهائي ضد غواصين ألمانيين آخرين وأمريكي، وفي 18 يوليو بعد سبع غطسات، أُعلن عن زورنر الفائز، بفوزه بفارق 0.2 نقطة عن كورت بهرنس وحصل على الميدالية الذهبية. 
تنافس زورنر في ثلاث فعاليات في دورة الألعاب الأولمبية الصيفية عام 1912 في ستوكهولم، وحاول الاحتفاظ بمنصة القفز التي يبلغ ارتفاعها 3 أمتار لكنه لم يتمكن إلا من إنهاء السباق في المركز الرابع، وفقد الميدالية البرونزية بفارق 0.4 نقطة عن كورت بهرنس،  كما شارك في حدث الغوص العالي البسيط ، لكنه لم يتمكن إلا من احتلال المركز السادس في تصفياته، لذا لم يتأهل إلى النهائي.  كان أفضل حدث لزورنر في هذه الألعاب في حدث منصة 10 أمتار، حيث فاز بالميدالية الفضية، ليحتل المركز خلف الغواص السويدي إريك أدلرز بفارق 1.34 نقطة. 
في عام 1988، تم إدخال زورنر إلى قاعة المشاهير الدولية للسباحة.